# Emma Oosterwegel
Emma Oosterwegel (Deventer, 29 giugno 1998) è una multiplista e giavellottista olandese.

## Biografia
Campionessa nazionale olandese assoluta del lancio del giavellotto (2016) e del pentathlon al coperto (2018, 2019, 2020), nel 2019 si è classificata settima nell'eptathlon ai campionati mondiali di Doha e nel 2021 ha conquistato la medaglia di bronzo olimpica nella medesima disciplina ai Giochi di Tokyo.

## Progressione

### Eptathlon
| Stagione | Punteggio | Luogo     | Data      | Rank. Mond. |
| -------- | --------- | --------- | --------- | ----------- |
| 2021     | 6590 p.   | Tokyo     | 5-8-2021  |             |
| 2019     | 6250 p.   | Doha      | 4-10-2019 |             |
| 2018     | 5839 p.   | Ratingen  | 17-6-2018 |             |
| 2016     | 5461 p.   | Bydgoszcz | 22-7-2016 |             |

### Pentathlon (indoor)
| Stagione  | Punteggio | Luogo     | Data      | Rank. Mond. |
| --------- | --------- | --------- | --------- | ----------- |
| 2019/2020 | 4306 p.   | Apeldoorn | 9-2-2020  |             |
| 2018/2019 | 4149 p.   | Apeldoorn | 3-2-2019  |             |
| 2017/2018 | 4064 p.   | Apeldoorn | 4-2-2018  |             |
| 2016/2017 | 3983 p.   | Apeldoorn | 5-2-2017  |             |
| 2015/2016 | 3774 p.   | Apeldoorn | 14-2-2016 |             |

### Lancio del giavellotto
| Stagione | Punteggio | Luogo      | Data      | Rank. Mond. |
| -------- | --------- | ---------- | --------- | ----------- |
| 2021     | 54,60 m   | Tokyo      | 5-8-2021  |             |
| 2020     | 49,34 m   | Arnhem     | 18-7-2020 |             |
| 2019     | 54,36 m   | Vught      | 11-5-2019 |             |
| 2018     | 52,62 m   | Amersfoort | 26-8-2018 |             |
| 2017     | 51,94 m   | Vught      | 30-6-2017 |             |
| 2016     | 52,45 m   | Amsterdam  | 19-6-2016 |             |
| 2015     | 49,17 m   | Amsterdam  | 2-8-2015  |             |
| 2014     | 42,52 m   | Eindhoven  | 14-9-2014 |             |

## Palmarès
| Anno | Manifestazione  | Sede      | Evento                 | Risultato | Prestazione | Note                                     |
| ---- | --------------- | --------- | ---------------------- | --------- | ----------- | ---------------------------------------- |
| 2016 | Mondiali U20    | Bydgoszcz | Eptathlon              | 13ª       | 5461 p.     | Miglior prestazione personale            |
| 2017 | Europei U20     | Grosseto  | Lancio del giavellotto | 8ª        | 48,08 m     |                                          |
| 2019 | Europei U23     | Gävle     | Eptathlon              | 4ª        | 6072 p.     |                                          |
| 2019 | Mondiali        | Doha      | Eptathlon              | 7ª        | 6250 p.     | Miglior prestazione personale            |
| 2021 | Giochi olimpici | Tokyo     | Eptathlon              | Bronzo    | 6590 p.     | Miglior prestazione personale            |
| 2022 | Mondiali        | Eugene    | Eptathlon              | 7ª        | 6440 p.     | Miglior prestazione personale stagionale |
| 2022 | Europei         | Monaco    | Eptathlon              | dnf       | dnf         |                                          |
| 2023 | Mondiali        | Budapest  | Eptathlon              | 5ª        | 6464 p.     | Miglior prestazione personale stagionale |
| 2024 | Giochi olimpici | Parigi    | Eptathlon              | 7ª        | 6386 p.     | Miglior prestazione personale stagionale |
| 2025 | Europei indoor  | Apeldoorn | Pentathlon             | 9ª        | 4400 p.     | Miglior prestazione personale            |

## Campionati nazionali
- 1 volta campionessa olandese assoluta del lancio del giavellotto (2016)
- 3 volte campionessa olandese assoluta del pentathlon indoor (2018, 2019, 2020)
- 2 volte campionessa olandese under 20 del lancio del giavellotto (2016, 2017)
- 2 volte campionessa olandese under 20 del pentathlon indoor (2016, 2017)
- 1 volta campionessa olandese under 18 del lancio del giavellotto (2013)

2013
- 9ª ai campionati olandesi under 18 indoor, pentathlon allieve - 3287 p.
- 7ª ai campionati olandesi under 18 indoor, salto in alto - 1,60 m
- 6ª ai campionati olandesi under 18 indoor, 60 m ostacoli (76,2 cm) - 9"09
- 14ª ai campionati olandesi under 18 indoor, salto in lungo - 4,91 m
- 4ª ai campionati olandesi under 18, eptathlon allieve - 4830 p.
- Eliminata in batteria di qualificazione ai campionati olandesi under 18, 100 m ostacoli (76,2 cm) - 15"73
- Oro ai campionati olandesi under 18, lancio del giavellotto (500 g) - 43,69 m

2014
- Gara non conclusa ai campionati olandesi under 18 indoor, pentathlon allieve[1]
- 6ª ai campionati olandesi under 18, 400 m piani - 59,73 m
- 4ª ai campionati olandesi under 18, salto in lungo - 5,44 m
- 17ª ai campionati olandesi under 18, getto del peso (3 kg) - 11,25 m
- Argento ai campionati olandesi under 18, lancio del giavellotto (500 g) - 44,55 m
- 8ª ai campionati olandesi assoluti, lancio del giavellotto - 42,36 m

2015
- 4ª ai campionati olandesi under 18 indoor, pentathlon allieve - 3618 p.
- Eliminata in batteria di qualificazione ai campionati olandesi under 18 indoor, 200 m piani - 26"64
- Bronzo ai campionati olandesi under 18 indoor, 60 m ostacoli (76,2 cm) - 8"90
- 7ª ai campionati olandesi under 18 indoor, salto in alto - 1,55 m
- 4ª ai campionati olandesi under 18 indoor, salto in lungo - 5,33 m
- Argento ai campionati olandesi under 18, 100 m ostacoli (76,2 cm) - 14"46
- Argento ai campionati olandesi under 18, salto in lungo - 5,65 m
- Argento ai campionati olandesi under 18, lancio del giavellotto (500 g) - 49,29 m
- Bronzo ai campionati olandesi assoluti, lancio del giavellotto - 49,17 m

2016
- Oro ai campionati olandesi under 20 indoor, pentathlon - 3774 p.
- Argento ai campionati olandesi under 20 indoor, 60 m ostacoli - 8"88
- Bronzo ai campionati olandesi under 20 indoor, getto del peso - 12,29 m
- 6ª ai campionati olandesi assoluti indoor, 60 m ostacoli - 8"85
- Oro ai campionati olandesi assoluti, lancio del giavellotto - 52,45 m
- 8ª ai campionati olandesi under 20, salto in lungo - 5,40 m
- Oro ai campionati olandesi under 20, lancio del giavellotto - 49,20 m

2017
- Oro ai campionati olandesi under 20 indoor, pentathlon - 3983 p.
- Argento ai campionati olandesi under 20 indoor, 60 m ostacoli - 8"75
- Argento ai campionati olandesi under 20 indoor, salto in lungo - 5,66 m
- 5ª ai campionati olandesi under 20 indoor, getto del peso - 12,36 m
- Argento ai campionati olandesi under 20, salto in alto - 1,68 m
- Oro ai campionati olandesi under 20, lancio del giavellotto - 51,94 m
- Bronzo ai campionati olandesi assoluti, lancio del giavellotto - 49,76 m

2018
- Oro ai campionati olandesi assoluti indoor, pentathlon - 4064 p.
- 5ª ai campionati olandesi assoluti indoor, 60 m ostacoli - 8"72
- 4ª ai campionati olandesi assoluti indoor, salto in lungo - 5,88 m
- 5ª ai campionati olandesi assoluti, 100 m ostacoli - 14"41
- 4ª ai campionati olandesi assoluti, lancio del giavellotto - 51,07 m

2019
- Oro ai campionati olandesi assoluti indoor, pentathlon - 4149 p.
- 5ª ai campionati olandesi assoluti indoor, salto in lungo - 5,98 m
- 8ª ai campionati olandesi assoluti indoor, 60 m ostacoli - 8"71
- 5ª ai campionati olandesi assoluti, salto in lungo - 6,13 m
- Argento ai campionati olandesi assoluti, lancio del giavellotto - 52,46 m

2020
- Oro ai campionati olandesi assoluti indoor, pentathlon - 4306 p.
- 7ª ai campionati olandesi assoluti indoor, salto in lungo - 5,94 m
- Eliminata in batteria di qualificazione ai campionati olandesi assoluti, 200 m piani - 25,45 m

2021
- 5ª ai campionati olandesi assoluti indoor, getto del peso - 14,45 m
- In finale ai campionati olandesi assoluti, 100 m ostacoli (non partita)
- 4ª ai campionati olandesi assoluti, salto in lungo - 6,01 m
- 6ª ai campionati olandesi assoluti, getto del peso - 14,15 m

## Altre competizioni internazionali
2013
- Eliminata in qualificazione al Festival olimpico della gioventù europea ( Utrecht), lancio del giavellotto (500 g) - 42,80 m

2019
- 5ª in First League ai campionati europei a squadre ( Sandnes), lancio del giavellotto - 52,57 m